# Gruppo di NGC 864
Il Gruppo di NGC 864 comprende almeno tre galassie situate nella costellazione della Balena. La distanza media tra il centro di massa di questo gruppo e la nostra Via Lattea è di circa 72 milioni di anni luce (22,2 Mpc).

## Membri
Le galassie componenti il gruppo sono indicate sul sito "Un Atlas de l'Univers" di Richard Powell ed elencate di seguito:
| Nome     | Classificazione | Tipo                        | RA (J2000.0)  | DEC (J2000.0) | Velocità radiale (km/s) | Magnitudine apparente | Distanza (Mpc) |
| -------- | --------------- | --------------------------- | ------------- | ------------- | ----------------------- | --------------------- | -------------- |
| NGC 864  | SAB(rs)c        | Spirale intermedia          | 02h 15m 27.6s | 06° 00′ 09″   | 1562 ± 1                | 10,9                  | 21,4 ± 1,5     |
| UGC 1670 | Sm?             | Spirale magellanica         | 02h 10m 44.3s | 06° 45′ 30″   | 1601 ± 5                | 14,8                  | 22,4 ± 1,6     |
| UGC 1803 | SB(s)m?         | Spirale barrata magellanica | 02h 20m 29.3s | 06° 48′ 39″   | 1624 ± 4                | 14,7                  | 22,7 ± 1,6     |

Il sito DeepskyLog permette di trovare agevolmente le costellazioni in cui si trovano le galassie; in alternativa si possono utilizzare le coordinate delle galassie per individuarle. Se non altrimenti indicato, le coordinate sono quelle fornite dal sito NASA/IPAC (National Aeronautics and Space Administration / Infrared Processing and Analysis Center).